# Apomarsupella
Apomarsupella es un género de hepáticas perteneciente a la familia Gymnomitriaceae. Comprende 8 especies descritas y de estas, solo 5 aceptadas.

## Taxonomía
El género fue descrito por Rudolf M. Schuster y publicado en Journal of the Hattori Botanical Laboratory 80: 79. 1996[1996]. La especie tipo es: Apomarsupella revoluta (Nees) R.M. Schust.	

## Especies aceptadas
A continuación se brinda un listado de las especies del género Apomarsupella aceptadas hasta marzo de 2015, ordenadas alfabéticamente. Para cada una se indica el nombre binomial seguido del autor, abreviado según las convenciones y usos.	
- Apomarsupella africana (Stephani ex Bonner) R.M. Schust.
- Apomarsupella crystallocaulon (Grolle) Váňa
- Apomarsupella revoluta (Nees) R.M. Schust.
- Apomarsupella rubida (Mitt.) R.M. Schust.
- Apomarsupella verrucosa (W.E. Nicholson) Váňa